# Louis Cancelmi
Louis Cancelmi (1978) es un actor de teatro, cine y televisión estadounidense. Ha actuado frecuentemente en producciones del Teatro Público del Festival de Shakespeare de Nueva York. Sus trabajos frente a las cámaras incluyen las series Boardwalk Empire, Blue Bloods y el filme El irlandés (2019) de Martin Scorsese, por el cual captó la atención de los medios.

## Biografía
Cancelmi nació en Pittsburgh y posteriormente su familia se mudaría a California, Anchorage y finalmente Seattle.
Comenzó a actuar en obras durante la secundaria. Asistió a la Universidad de Yale con la intención de estudiar escritura y matemáticas, pero se graduó con un título en actuación.
Está casado con Elisabeth Waterston, hija de Sam Waterston, con quien Cancelmi actuó en las obras Please Be Normal en 2014 y La tempestad en 2015. La pareja vive en Hudson Valley.